# Axel Duboul
 (mars 2020).
Si vous disposez d'ouvrages ou d'articles de référence ou si vous connaissez des sites web de qualité traitant du thème abordé ici, merci de compléter l'article en donnant les références utiles à sa vérifiabilité et en les liant à la section « Notes et références ».
Henri Théodore Axel Duboul, né à Toulouse le 20 mars 1842 et mort dans la même ville le 10 juillet 1902, est un diplomate et historien français, spécialiste de l’histoire de Toulouse.

## Biographie
Axel Duboul est le fils de Léonard Duboul, avocat, et d'Anne Renard. Il est consul de France à Galaţi en Roumanie entre 1873 et 1874, puis à Bilbao en Espagne entre 1874 et 1877. Il épouse Laureana Frizac Sánchez-Leñero, fille d'Adolfo Frizac Durán, un notable mexicain de Guadalajara. Il entame ensuite une carrière politique à Toulouse, puisqu'il devient conseiller municipal de 1884 à 1888, conseiller général de la Haute-Garonne. Candidat plusieurs fois à la députation, il n'est jamais élu. 
Axel Duboul reste connu pour son histoire de l'Académie des Jeux floraux, dont il est élu mainteneur en 1891 et dont il occupe le huitième fauteuil à partir de 1892. Il publie plusieurs ouvrages sur l'histoire toulousaine. 
Il meurt, le 10 juillet 1902, à son domicile de la rue d'Astorg (actuel no 3). Il est enterré au cimetière Rapas.

## Hommage
À Toulouse, dans le quartier de la Croix-de-Pierre, à proximité du château de Gounon, la rue Axel-Duboul a été nommé en son honneur en 1930.

## Ouvrages
- Las Plantos as camps, glossaire patois (1890).
- La Fin du Parlement de Toulouse (1890).
- L'Armée révolutionnaire de Toulouse. Épisode d'une rivalité de clochers (1891).
- Le Tribunal révolutionnaire de Toulouse, 25 nivôse - 3 floréal an II — 14 janvier - 22 avril 1794 (1894).
- Les Deux Siècles de l'Académie des Jeux floraux (2 volumes, 1901). Texte en ligne et autre texte en ligne